# Giác long két
Psittacosaurus (/ˌsɪtəkəˈsɔːrəs/ SIT-ə-kə-SOR-əs; tiếng Hy Lạp nghĩa là "thằn lằn vẹt") là một chi ceratopsia thuộc họ Psittacosauridae sống vào đầu kỷ Phấn Trắng, ở châu Á ngày nay, khoảng 123-100 triệu năm trước. Nó là chi khủng long có nhiều loài nhất. Có ít nhất mười loài được ghi nhận từ các hóa thạch được tìm thấy trong các khu vực khác nhau ở Trung Quốc, Mông Cổ và Nga hiện đại, và có lẽ còn một loài nữa sống ở Thái Lan.
Tất cả các loài Psittacosaurus là động vật ăn cỏ hai chân kích thước cỡ linh dương Gazelle, đặc trưng bởi một cái mỏ cao, mạnh mẽ ở hàm trên. Psittacosaurus là một trong những ceratopsia đầu tiên, trong khi chúng phát triển đặc điểm thích nghi với môi trường sống, chúng cũng chia sẻ nhiều đặc điểm giải phẫu học với các ceratopsia sau chúng, như Protoceratops và Triceratops.
Hóa thạch hơn 400 cá thể đã được thu thập, gồm nhiều bộ xương hoàn chỉnh. Hóa thạch từ mới nở đến trưởng thành được phát hiện, cung cấp cho nhiều nghiên cứu về tốc độ tăng trưởng và sinh học sinh sản của Psittacosaurus.

### Các loài

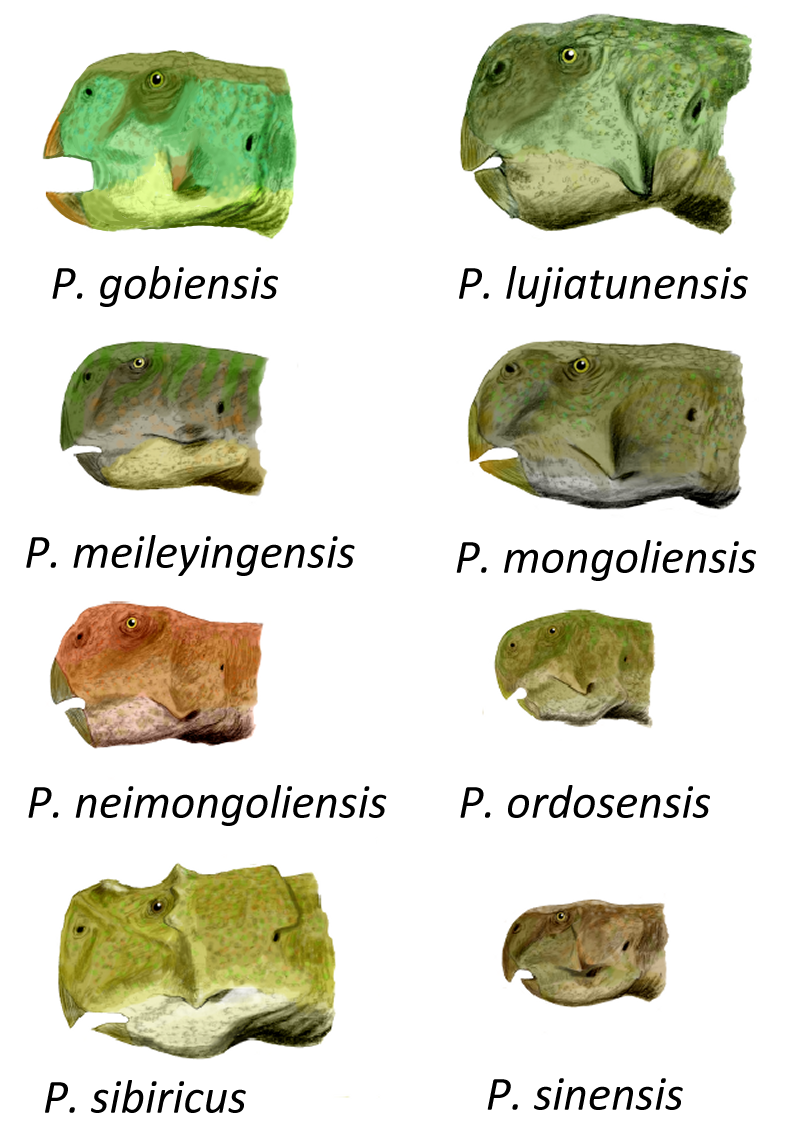
Tám loài Psittacosaurus, vẽ theo tỷ lệ.

### Quá trình phân loại

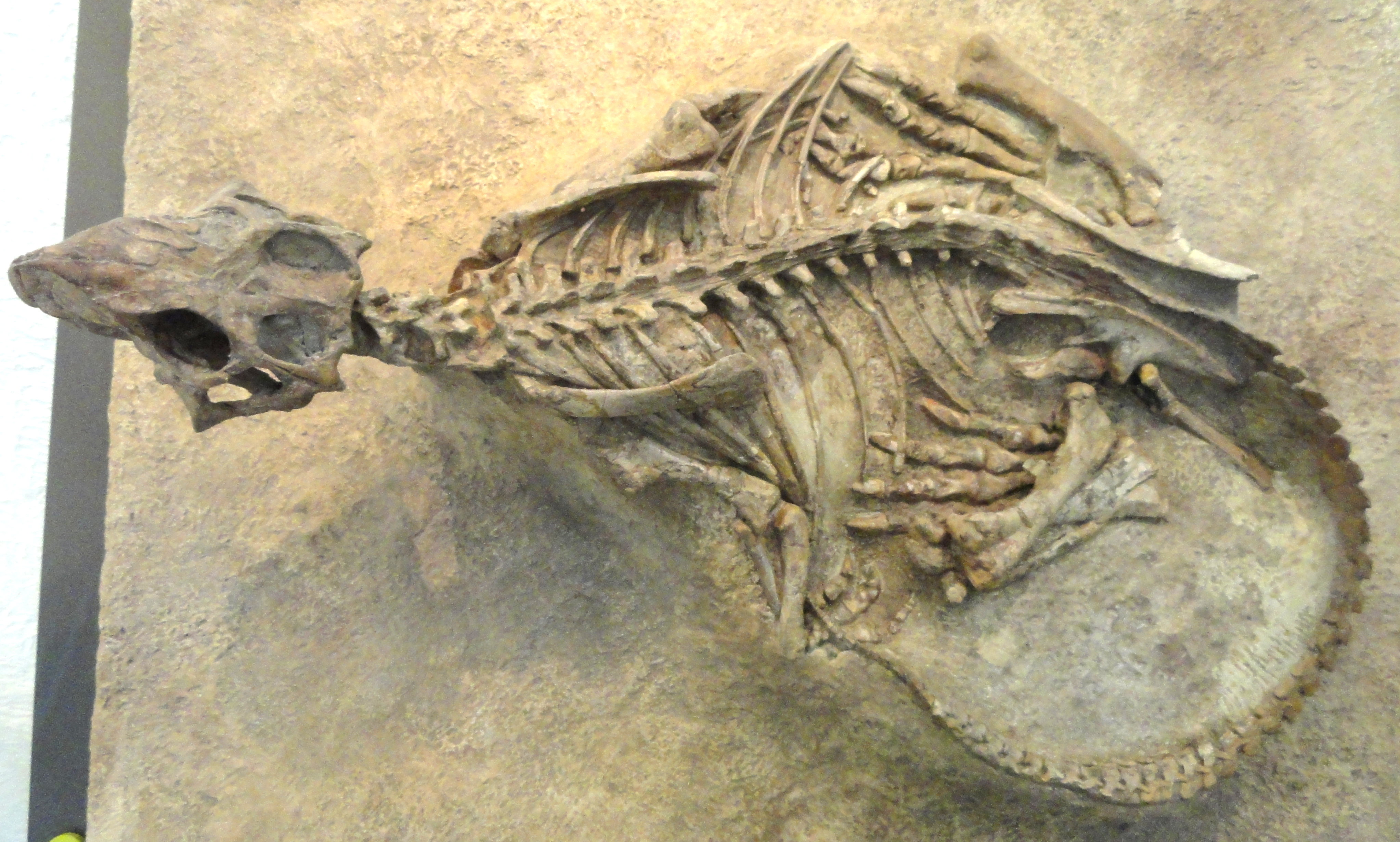
Mẫu gốc P. mongoliensis, Bảo tàng Lịch sử Tự nhiên Hoa Kỳ

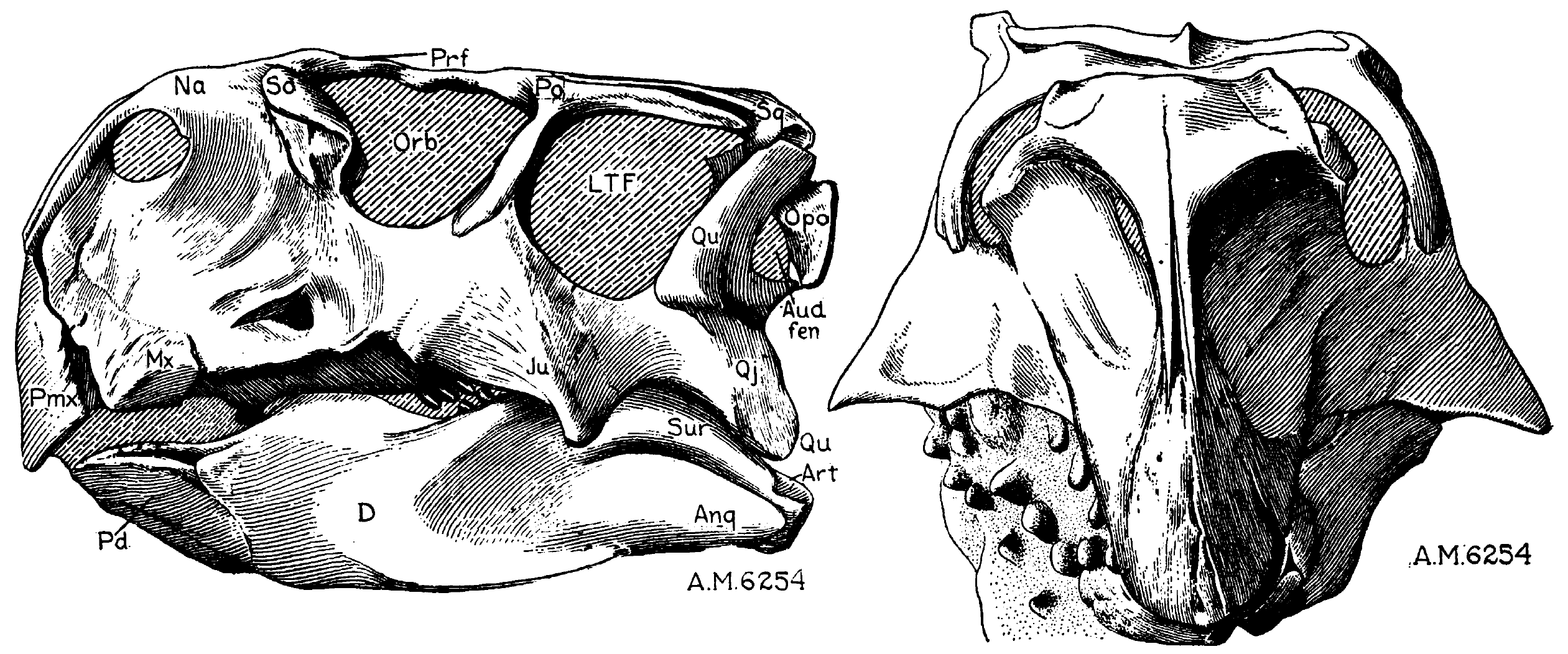
Mẫu vật hộp sọ điển hình P. mongoliensis từ Osborn, 1923

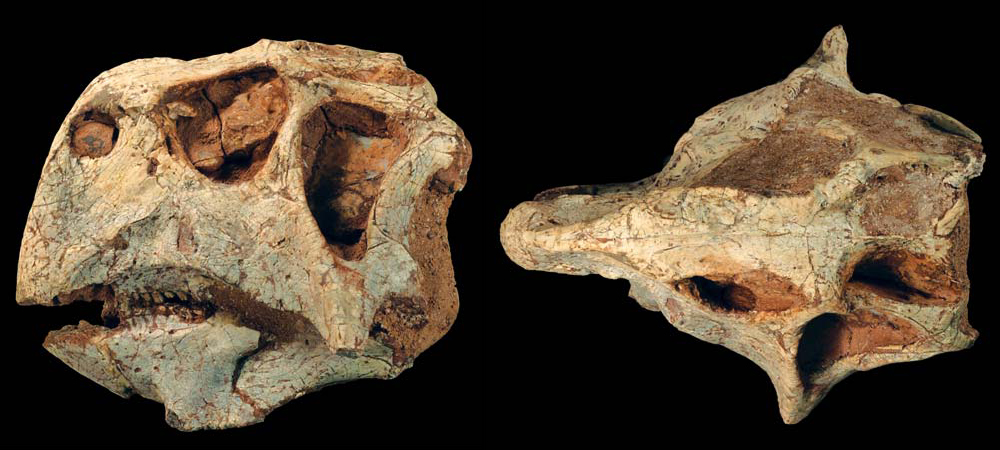
Hộp sọ P. lujiatunensis

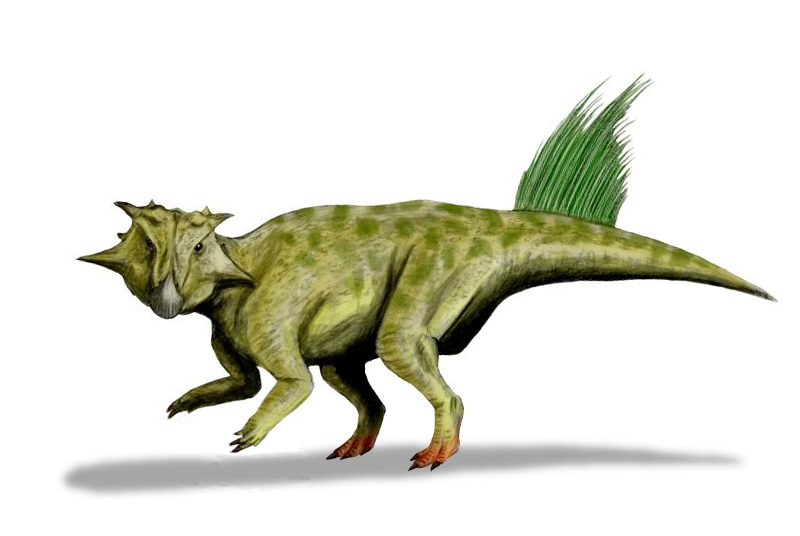
Phục dựng P. sibiricus

## Mô tả

So sánh kích thước loài P. mongoliensis với con người. Mỗi ô tương đương một mét.

Mỗi loài Psittacosaurus có số đo khác nhau và đặc điểm hộp sọ và bộ xương riêng biệt, nhưng chia sẻ chung hình dạng cơ thể. Loài được biết đến nhiều nhất, P. mongoliensis, đạt chiều dài 2 mét (6.5 ft), Khối lượng cơ thể tối đa với con trưởng thành là hơn 20 kilograms (44 lb). Nhiều loài có kích thước gần bằng P. mongoliensis (P. lujiatunensis, P. neimongoliensis, P. xinjiangensis), số khác nhỏ hơn (P. sinensis, P. meileyingensis). P. ordosensis là loài nhỏ hơn nhất, bé hơn P. mongoliensis 30%. Hai loài hơn nhất là P. lujiatunensis và P. sibiricus, mặc dù không loài nào đặc biệt lớn hơn P. mongoliensis.